# 大石淳
大石 淳は、NHKのチーフプロデューサー。『天才てれびくんMAX』、『東京カワイイTV』、『着信御礼!ケータイ大喜利』、『スタジオパークからこんにちは』、『今夜も生でさだまさし』『ニャンちゅうワールド放送局』、『すすめ!キッチン戦隊クックルン』などのチーフプロデューサーを歴任した。熊本県熊本市出身。早稲田大学卒。
| スタブアイコン | サブスタブ | この項目は、まだ閲覧者の調べものの参照としては役立たない、人物に関連した書きかけの項目です。この項目を加筆・訂正などしてくださる協力者を求めています（P:人物伝/PJ:人物伝）。 |